# Leucanopsis chesteria
Leucanopsis chesteria är en fjärilsart som beskrevs av William Schaus 1941. Leucanopsis chesteria ingår i släktet Leucanopsis och familjen björnspinnare. Inga underarter finns listade i Catalogue of Life.